# Macrocleptes tuberculipennis
Macrocleptes tuberculipennis är en skalbaggsart som beskrevs av Stefan von Breuning 1978. Macrocleptes tuberculipennis ingår i släktet Macrocleptes och familjen långhorningar. Inga underarter finns listade i Catalogue of Life.